# Agawowczyk plamisty
Agawowczyk plamisty, klejnocik Taczanowskiego (Thaumasius taczanowskii) – gatunek ptaka z podrodziny kolibrów (Trochilinae) w rodzinie kolibrowatych (Trochilidae). Gatunek słabo poznany, występujący w zachodniej części Ameryki Południowej. Według IUCN nie jest zagrożony wyginięciem.

## Zasięg występowania
Agawowczyk plamisty występuje endemicznie na zachodnich zboczach centralnych Andów w północnym i środkowym Peru.

## Taksonomia
Gatunek po raz pierwszy naukowo opisał w 1879 roku angielski ornitolog Philip Lutley Sclater, nadając mu nazwę Thaumasius taczanowskii. Jako miejsce typowe odłowu holotypu Sclater wskazał Guajungo w Cajamarce w Peru. Holotyp został schwytany przez Jana Sztolcmana i Konstantego Jelskiego i dostarczony Władysławowi Taczanowskiemu, który to z kolei przesłał go do zbadania Sclaterowi.  
Umieszczany w rodzaju Thaumasius, Leucippus lub wraz z L. chlorocercus i czasem Taphrospilus hypostictus w rodzaju Talaphorus. Proponowany podgatunek fractus z Huancabamba w północnym Peru opisany w 1918 roku, uważany jest za wątpliwy. Gatunek monotypowy.

### Etymologia
Nazwa rodzajowa: gr. θαυμασιος thaumasios „cudowny, osobliwy”, od θαυμα thauma, θαυματος thaumatos „cud, dziwo”. Epitet gatunkowy jest eponimem honorującym Władysława Taczanowskiego (1819−1890), polskiego zoologa i kolekcjonera, kustosza Gabinetu Zoologicznego Szkoły Głównej Warszawskiej.

## Morfologia
Długość ciała 11,5–12,5 cm; masa ciała samców 7,7 g, samic 6,9 g. U samców dziób jest długi, lekko zakrzywiony i prawie czarny. Ciemię brązowe; górne części ciała szaro złoto-zielone do brązowo-zielonego. Pokrywy nadogonowe brązowe, ozdobne frędzle szare; spód ciała brunatno-szary, z błyszczącymi złoto-zielonymi plamami na brodzie, szyi i bokach. Pokrywy podogonowe jasnobrązowe w centralnym punkcie, białawe na krawędziach; wewnętrzne sterówki w całości szaro-zielone do brązowo-zielonego, zewnętrzne sterówki bardziej szarawe z brązowymi łatami na końcu. Samica jest bardzo podobna do samca. Młode ptaki nie zostały opisane.

## Ekologia
Agawowczyk plamisty zamieszkuje lasy suche i pustynne zarośla z kaktusowatymi (Cactaceae) oraz plantacje. Regularnie występuje na wysokościach pomiędzy 350 a 1000 m n.p.m., sporadycznie do 3000 m n.p.m. Żywi się nektarem różnych roślin rodzimych i wprowadzonych takich jak agawa czy banan (Musa). Owady są łowione w powietrzu. Pieśń jest miękka i wibrująca, zaczynająca się od 1–4 krótkich nut wprowadzających „tip...tip...chlee-chlu-chluw-chlee-chlu-chluw”, podobna do pieśni agawowczyka płowego (T. baeri), ale bardziej melodyjna i o nieco melancholijnym tonie. Nie ma żadnych informacji na temat lęgów.

## Status, zagrożenia i ochrona
W Czerwonej księdze gatunków zagrożonych Międzynarodowej Unii Ochrony Przyrody został zaliczony do kategorii LC (ang. Least Concern – najmniejszej troski). Globalna wielkość populacji nie jest znana, ale gatunek ten jest opisywany jako „dość powszechny”. Odnotowany w załączniku II konwencji waszyngtońskiej CITES. Gatunek o ograniczonym zasięgu: obecny w Marañón Valley EBA i Peruvian High Andes EBA.